# Município de Union (condado de Warren, Ohio)
O município de Union (em inglês: Union Township) é um município localizado no condado de Warren no estado estadounidense de Ohio. No ano de 2010 tinha uma população de 4.696 habitantes e uma densidade populacional de 127,4 pessoas por km².

## Geografia
O município de Union encontra-se localizado nas coordenadas 39° 23′ 12″ N, 84° 12′ 19″ O. Segundo a Departamento do Censo dos Estados Unidos, o município tem uma superfície total de 36.86 km², da qual 36.56 km² correspondem a terra firme e (0.82%) 0.3 km² é água.

## Demografia
Segundo o censo de 2010, tinha 4.696 habitantes residindo no município de Union. A densidade populacional era de 127,4 hab./km². Dos 4.696 habitantes, o município de Union estava composto pelo 97.25% brancos, o 0.55% eram afroamericanos, o 0.19% eram amerindios, o 0.4% eram asiáticos, o 0.09% eram insulares do Pacífico, o 0.26% eram de outras raças e o 1.26% pertenciam a duas ou mais raças. Do total da população o 1.34% eram hispanos ou latinos de qualquer raça.